# 数学家列表
以下按国籍排列方法列出的数学家列表。

中国、法国、德国、意大利、古希腊、英国、美国、俄罗斯、挪威、瑞典、荷兰、瑞士、比利时、匈牙利、丹麦。

## 中国

### 古代
- 京房
- 刘歆
- 张衡
- 商高
- 刘徽
- 孙子
- 祖冲之
- 祖暅
- 贾宪
- 李淳风
- 王孝通
- 杨辉
- 郭守敬
- 朱世杰
- 秦九韶
- 程大位
- 王文素
- 徐光启
- 李善兰
- 华蘅芳
- 梅文鼎
- 赵爽

### 近现代
- 曾炯之
- 姜立夫
- 熊庆来
- 孙光远
- 冯康
- 陈省身
- 华罗庚
- 苏步青
- 陈建功
- 廖山涛
- 唐培经
- 许宝騄
- 钟开莱
- 王宪钟
- 王浩
- 江泽涵
- 姜伯驹
- 陈希孺
- 吴文俊
- 曾远荣
- 李新民
- 周鸿经
- 徐瑞云
- 陆家羲
- 陈景润
- 王元
- 潘承洞
- 潘承彪
- 田刚
- 李駿
- 周炜良
- 袁亚湘
- 张景中
- 张益唐
- 邬似珏

## 法国
- 庞加莱
- 皮埃尔·德·费马
- 布萊茲·帕斯卡
- 皮埃尔·西蒙·拉普拉斯
- 让·巴普蒂斯·约瑟夫·傅里叶
- 米歇爾·羅爾
- 棣莫弗
- 洛必达
- 达布
- 埃米尔·博雷尔
- 柯西
- 爱德华·卢卡斯
- 索菲·热尔曼
- 拉格朗日
- 勒讓德
- 若尔当
- 埃瓦里斯特·伽罗瓦
- 雅克·阿达马
- 勒贝格
- 尼古拉·布尔巴基
- 妮可·厄尔·卡露伊
- 勒奈·笛卡尔
- 马兰·梅森
- 拉梅
- 夏尔·埃尔米特
- 达朗贝尔
- 施图姆
- 德林
- 嘉当
- 泊松

## 德国/奥地利
- 卡尔·弗雷德里希·高斯
- 格尔德·法尔廷斯
- 开普勒
- 维尔斯特拉斯
- 狄利克雷
- 戴维·希尔伯特
- 戈特弗里德·莱布尼茨
- 波恩哈德·黎曼
- 乔治·康托尔
- 阿廷
- 菲利克斯·克莱因
- L·克罗内克
- E·E·库默尔
- 歌德巴赫
- K·哥德尔
- 弗洛比纽斯
- 布劳尔
- 海莱
- 施泰纳
- 鲁道夫
- 斯蒂弗尔
- 鲍耶
- 兰道
- 策梅洛
- 哈塞
- 卡尔·路德维希·西格尔
- 比贝尔巴赫
- 费利克斯·伯恩斯坦
- 理查德·戴德金
- 卡尔·雅可比

## 意大利
- 阿涅西
- 伽利略
- 塔塔里亚
- 斐波那契
- 费罗
- 卡尔达诺
- 费拉里
- 萨谢利
- 皮亚诺
- 庞比里

## 古希腊

### 古典时期
- 泰勒斯
- 毕达哥拉斯
- 欧多克索斯
- 亚里士多德
- 希帕萨斯

### 亚历山大时期
- 欧几里得
- 阿波罗尼斯
- 埃拉托色尼
- 梅涅劳斯
- 阿基米德
- 海伦
- 托勒密
- 希帕提娅
- 丢番图

## 英国
- 乔治·布尔
- 托马斯·贝叶斯
- 斯托克斯
- 麦克劳林
- 布鲁克·泰勒
- 理查·泰勒
- 阿兰·图灵
- 伯特兰·罗素
- 艾萨克·牛顿
- 戈弗雷·哈罗德·哈代
- 安德鲁·怀尔斯
- 爱德华·华林
- 李特尔伍德
- 艾倫·貝克
- 柯克曼（英语：Thomas Kirkman）
- 詹姆斯·约瑟夫·西尔维斯特
- 威廉·卢云·哈密顿
- 德·摩根
- 阿瑟·凯莱
- 约翰·纳皮尔

## 美国
- 冯·诺伊曼
- 维纳
- 惠特尼
- 威滕
- 费弗曼
- 約翰·米爾諾
- 约翰·福布斯·纳什
- 香农
- 斯蒂芬·斯梅尔
- 乌拉姆
- 詹姆斯·加菲尔德
- 皮尔斯
- 卡普朗斯基
- 汤普逊
- 乔治·戴维·伯克霍夫
- 柯恩
- 保罗·哈尔莫斯
- 威廉·费勒
- 羅比恩·卡比
- 丘成桐
- 凱尼斯·阿佩爾
- 艾沙道爾·辛格

## 俄罗斯
- 切比雪夫
- 科尔莫哥洛夫
- 弗拉基米爾·阿諾爾德
- 柯瓦列夫斯卡娅
- 史尼雷尔曼
- 安德雷·马尔可夫
- 里雅普诺夫
- 庞特里亚金
- 巴维尔·亚历山德罗夫
- 盖尔范德
- 诺维科夫
- 吉米多维奇
- 格罗莫夫
- 康托洛维奇
- 西奈依
- 维诺格拉多夫
- 索伯列夫
- 乌雷松

## 挪威
- 尼爾斯·阿貝爾
- 塞尔博格
- 索菲斯·李
- 图厄

## 瑞典
- 里纳特·卡尔松

## 荷兰
- 惠更斯
- 提德曼
- 鲁道夫·范·科伊伦
- 威理博·司乃耳

## 瑞士
- 雅各布·伯努利
- 约翰·伯努利
- 丹尼尔·伯努利
- 欧拉
- 兰伯特

## 匈牙利
- 乔治·波利亚
- 保羅·艾狄胥

## 波兰
- 巴拿赫

## 日本
- 小平邦彦
- 高木贞治
- 谷山丰
- 吉田耕作
- 伊藤清
- 胜浦英文
- 米山国藏
- 關孝和

## 丹麦
- 約翰·延森
- 哈那德·玻尔
- 托马斯·芬克
- 朱利叶斯·佩特森